# Islámská kniha mrtvých
Pojmem Islámská kniha mrtvých je v současnosti označováno arabské dílo, které vzniklo v neznámé době a jehož autor je neznámý. Jeho exempláře jsou uložené v Lipsku, Drážďanech a Londýně. Překlad do němčiny roku 1872 pořídil Maurice Wolff, rabín z města Międzyrzecz a vyšel pod názvem Mohamedánská eschatologie, což je přesnější název než „kniha mrtvých“, protože nesplňuje základní požadavky pro toto označení. Není zde popisováno putování duše záhrobím, které by mohlo vycházet ze zážitku klinické smrti. Místo toho jsou zde shrnuté islámské představy o posmrtném životě, jak je popisuje Korán a Hadísy. Nejedná se ani o tradiční představy, ale z největší části o Mohamedovy výroky, které jsou často spojené se soudem, který stihne jednotlivé národy, kmeny a místa ještě před koncem světa a přinese jim trest.
Tento postoj a neexistence skutečné knihy mrtvých je v rámci islámu zákonitá, protože zde nejenže není uznávána reinkarnace, ale její zastánci byli čas od času i pronásledováni. Navíc islám vychází z tradičního judaismu a ani ten reinkarnaci, která je přirozeným prvkem knihy mrtvých, neuznává. Obě velká náboženství mají společné to, že tato víra je vlastní jednotlivcům a mystickým řádům. V rámci islámu to jsou především súffijci. Ani u nich  se s knihou mrtvých nesetkáváme, ačkoli mají průvodce postupného vývoje duše a všechny jejich symbolické básně se týkají vývoje duše.
Kniha má 49 kapitol, není zde však uvedeno nic známého z jiných knih mrtvých či z vyprávění navrátivších se z klinické smrti.